# جامعة دالاس المعمدانية
جامعة دالاس المعمدانية (بالإنجليزية: Dallas baptist University)‏ والتي كانت تُعرف سابقًا باسم كلية دالاس المعمدانية، هي جامعة فنون ليبرالية مسيحية تقع في دالاس، تكساس. يقع الحرم الجامعي الرئيسي على بعد حوالي 12 ميل (19 كـم) جنوب غرب وسط مدينة دالاس يطل على بحيرة ماونتن كريك. تأسست جامعة دالاس المعمدانية في عام 1898م باعتبارها كلية ديكاتور المعمدانية، وتعمل حاليًا في حرم جامعي في دالاس وبلانو وهورست.

## النمو والتوسع
اعتبارًا من 2019م وورد أن المدرسة بها 5320 طالبا. تقدم الجامعة 73 تخصصًا جامعيًا، و 32 برنامجًا لدرجة الماجستير، وأكثر من 70 برنامجًا مزدوجًا للماجستير، وبرنامجين للدكتوراه. في حين كانت الدراسة في سنواتها الأولى تتمتع بسمعة عالية، تضم الجامعة اليوم أكثر من 2000 طالب يعيشون في الحرم الجامعي.
في عام 1992م خصصت مركز الطلاب جون جي ماهلر، وهو أول مبنى جديد في حرم الجامعة منذ أكثر من 20 عامًا. المبنى عبارة عن نسخة طبق الأصل من قاعة الاستقلال في فيلادلفيا، ولاية بنسلفانيا، وكان أول المباني الجديدة على الطراز المعماري الجورجي في الحرم الجامعي.
في عام 2009م خصصت كنيسة تاشبل باتي آند بو بيلقريم. يستخدم الهيكل لمختلف الأحداث مثل خدمات الكنيسة والحفلات الموسيقية، ويضم مساحات مكتبية لكلية الدراسات العليا في الوزارة إلى جانب قاعات الدراسة وغرفة كبيرة متعددة الأغراض. مصدر إلهام الجزء الخارجي من المبنى هو الكنيسة المعمدانية الأولى في أمريكا، الواقعة في بروفيدنس، رود آيلاند.
في خريف عام 2011م افتتحت الجامعة قاعة جوان وأندي هورنر. سميت قاعة الشرف l على اسم مؤسسي برايمر ديزان، ويضم قسم اتصالات، ومكاتب لكلية الفنون الجميلة، واستوديو متعدد الفصول لتسجيل الفيديو، ومعمل للتصميم، واستوديو لتسجيل الأعمال الموسيقية، صممه روس باقر ديزاين مجموعة. صمم الجزء الخارجي من الهيكل على غرار قاعة الكونغرس في فيلادلفيا، بنسلفانيا.
في عام 2001م افتتح فرع الجامعة الشمالي  في كارولتون، تكساس، وهو أول مركز أكاديمي إقليمي في المنطقة، يخدم شمال دالاس ومقاطعة كولين. لعدة سنوات كان حرمها الجامعي في فريسكو، تكساس، وفي عام 2011م انتقل إلى بلانو، تكساس. افتتحت الجامعة أيضًا فرعا جديدا في هورست في صيف عام 2005م.

## وصلات خارجية
- الموقع الرسمي
- موقع جامعة دالاس المعمدانية لألعاب القوى